# Architeuthis dux
Il calamaro gigante (Architeuthis dux Steenstrup, 1857) è un calamaro di acque profonde, unico rappresentante del suo genere (Architeuthis Steenstrup, 1857) e della sua famiglia, gli Architeutidi (Architeuthidae Pfeffer, 1900). Sebbene talvolta venga chiamato «piovra», tale termine è erroneo, perché esso indica più precisamente i polpi.
I calamari giganti sono abitanti delle profondità oceaniche che possono raggiungere dimensioni ragguardevoli: si parla di dimensioni massime di 13 metri per le femmine e di 18 metri per i maschi, dalla pinna caudale fino all'estremità dei due lunghi tentacoli (essendo secondo solamente al calamaro colossale, rimane comunque uno tra i più grandi organismi viventi). Il mantello, esclusi i tentacoli di circa 5 metri, è lungo circa 2 metri (più lungo nelle femmine, meno nei maschi).
Il 30 settembre 2004 i ricercatori del Museo Nazionale di Scienze del Giappone e dell'Associazione di Whale Watching delle Ogasawara catturarono le prime immagini di un calamaro gigante vivo nel suo ambiente naturale. Alcune delle 556 fotografie vennero pubblicate un anno dopo. Successivamente, il 4 dicembre 2006, lo stesso team filmò per la prima volta un calamaro gigante vivo.

## Descrizione

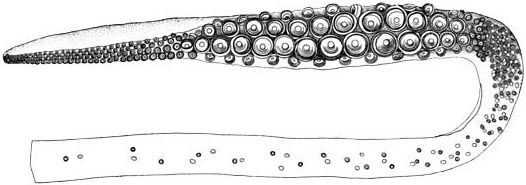
Clava tentacolare di Architeuthis, è visibile la mano, la parte centrale, con ventose biseriate grandi nelle due file interne e piccole all'esterno e il carpo, la parte basale, con ventose molto piccole e irregolarmente multiseriate

Le clave tentacolari, come in tutti i Decapodiformes, sono suddivise in tre parti: carpo, mano e dattilo a partire da quella più prossimale.
Caratteristica distintiva di questi cefalopodi è la disposizione delle ventose sulla clava tentacolare che è lunga e stretta: sulla mano vi sono 4 serie di ventose di cui le due file interne grandi, mentre sono piccole sulle due serie marginali; sul carpo invece vi sono 6-7 serie irregolari di piccole ventose alternate a tubercoli. Sul resto del tentacolo escluse le clave vi sono due serie di ventose alternate a cuscinetti su quasi tutta la lunghezza, che si diradano allontanandosi dalla clava. Non sono presenti fotofori né uncini sulle ventose; è presente il sacco dell'inchiostro. Le pinne sono relativamente piccole, arrotondate e subterminali.

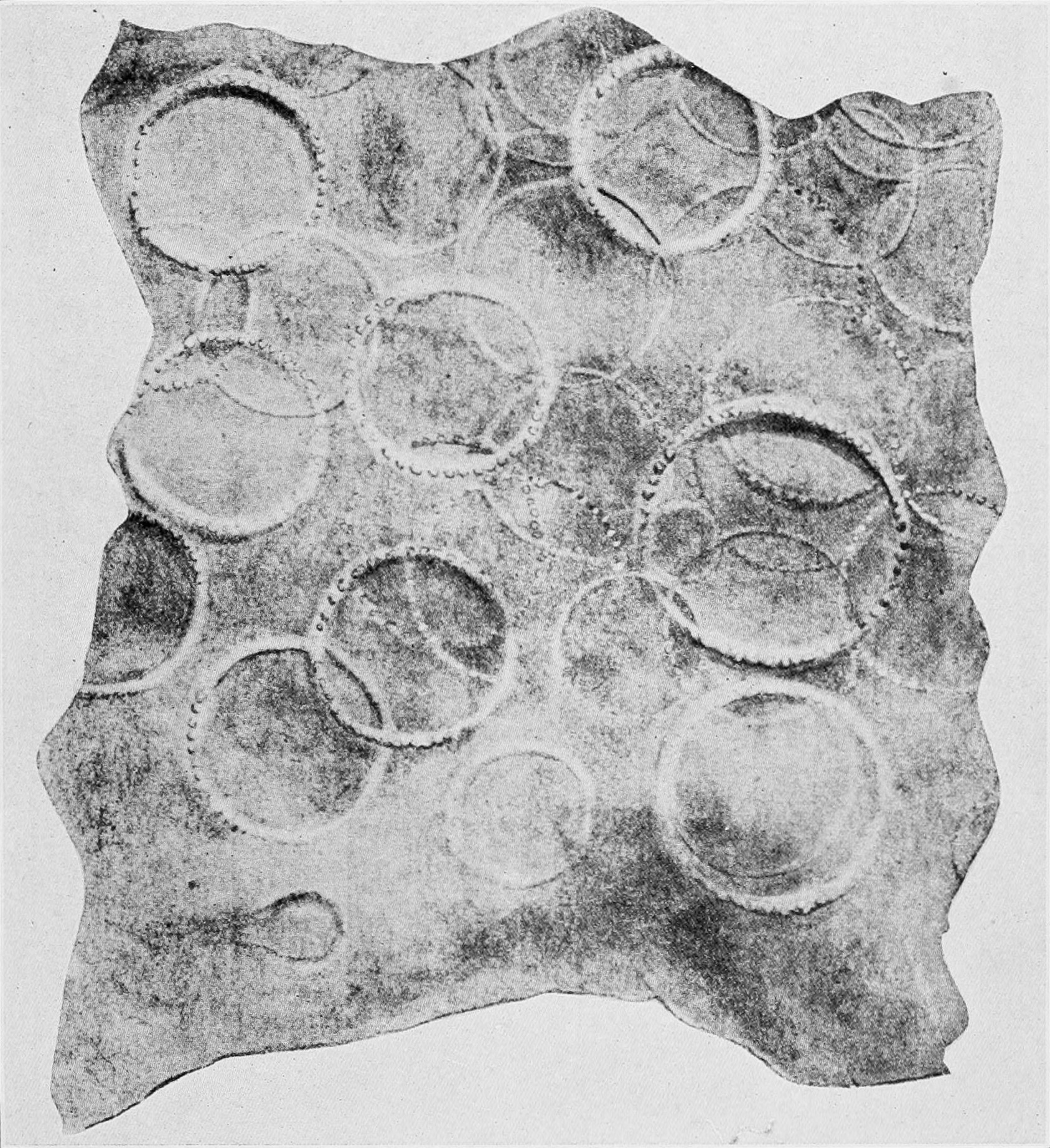
Un brandello di pelle di capodoglio con le cicatrici provocate dalle ventose di un calamaro gigante

### Dimensioni

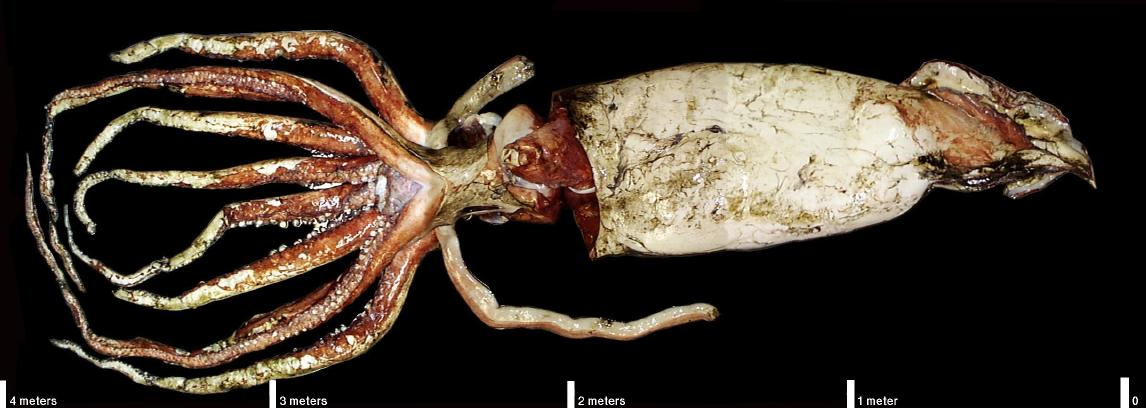
Calamaro gigante della lunghezza di 4 metri, senza contare i due lunghi tentacoli utilizzati per la caccia

Sulla base dell'esame di 105 esemplari e dei becchi ritrovati all'interno dei capodogli, non si conoscono mantelli più lunghi di 2,25 m. Compresa la testa e le braccia, ma escludendo i tentacoli, la lunghezza supera raramente i 5 m. La lunghezza totale massima, misurata nello stato di rilassatezza post mortem, è stimata a 10 m per le femmine ed a 13 m per i maschi, dalla pinna caudale fino all'estremità dei due lunghi tentacoli. Il peso massimo viene stimato a 150 kg per le femmine ed a 275 kg per i maschi.

## Distribuzione e habitat
La specie pare avere distribuzione cosmopolita anche se non nota nel dettaglio. Sembra però essere assente o raro dalle regioni tropicali e polari. La presenza nel Mediterraneo è occasionale ed è stata confermata solo nel 2000 (Spagna meridionale); nei mari italiani il genere Architeuthis non risulta presente.
L'habitat di questa specie è noto in maniera incompleta; le conoscenze in merito si basano soprattutto da quanto è possibile dedurre dalla biologia del capodoglio, suo principale predatore. Si crede che la distribuzione batimetrica vada da 200 a 800/1000 metri di profondità, con un massimo di frequenza tra 400 e 600 metri. Pare che inoltre questa specie possa vivere sia nei pressi del fondale che in acque aperte in corrispondenza di profondità molto elevate.

## Biologia

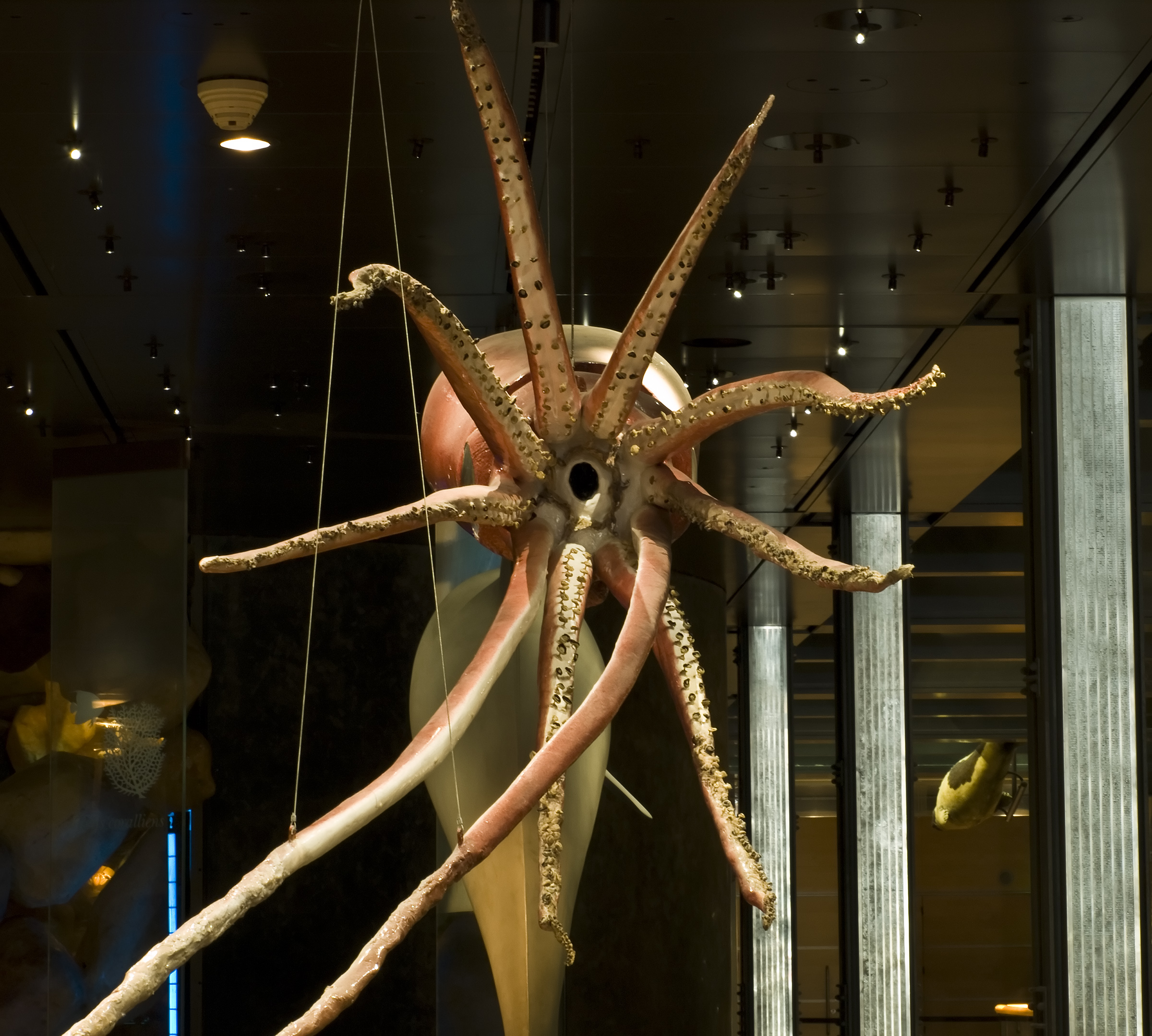
Ricostruzione in grandezza naturale di Architeuthis sanctipauli

Sembra che l'accrescimento di questa specie sia molto rapido e che le grandi dimensioni dell'adulto possano venir raggiunte in non oltre 3 anni di vita. La longevità di A. dux pare che possa raggiungere i 14 anni.

### Alimentazione
Studi recenti indicano che i calamari giganti si nutrano di pesci di mare profondo e di altre specie di calamari. Catturano la preda usando i due tentacoli, facendo presa su di essa con gli anelli di ventose posti alle loro estremità. In seguito la trasportano verso il potente becco e la straziano con la radula (una lingua munita di piccoli denti disposti in fila) prima che questa raggiunga l'esofago. Si crede che siano cacciatori solitari, dal momento che nelle reti da pesca sono stati catturati solo individui singoli.
Tra le prede accertate vi sono macruridi, Macruronus novaezelandiae, melù, Hoplostethus atlanticus e altri cefalopodi come conspecifici e Nototodarus.

### Riproduzione
Conosciamo poco sul ciclo riproduttivo del calamaro gigante. Si pensa che raggiunga la maturità sessuale a circa 3 anni; i maschi raggiungono la maturità sessuale a dimensioni inferiori delle femmine. Le femmine producono grandi quantità di uova, talvolta più di 5 kg corrispondenti a più di un milione di singole uova, ognuna delle quali è lunga in media 0,5-1,4 mm e larga 0,3-0,7 mm. Si suppone che certe femmine possano produrre fino a 10 milioni di uova. Le femmine hanno un singolo ovaio posto nel retro dell'estremità della cavità del mantello a cui sono collegati ovidotti contorti da cui le uova mature raggiungono le ghiandole ovidottali, per poi attraversare le ghiandole nidamentali. Come in altri calamari, queste ghiandole producono un materiale gelatinoso che tiene unite insieme le uova una volta deposte. Nei maschi, come nella maggior parte degli altri cefalopodi, l'unico testicolo posteriore produce spermatozoi che si spostano attraverso un complesso sistema di ghiandole e vanno a formare le spermatofore. Questi vengono immagazzinati in un sacco allungato, o sacco di Needham, che termina nel pene, da cui vengono espulsi durante l'accoppiamento. Il pene, lungo più di 90 centimetri, è situato all'interno del mantello e ne fuoriesce all'altezza della testa. Come gli spermatozoi vengano trasferiti alla massa di uova è dibattuto, dal momento che il calamaro gigante è privo dell'ectocotile che molti altri cefalopodi utilizzano per la fecondazione. Sembra che vengano trasferiti in sacchi di spermatofore, detti spermatangi, che il maschio inietta nelle tessuto sottocutaneo della femmina. Questa ipotesi è sostenuta dal fatto che si sono trovate femmine con resti di spermatofore impiantate nelle braccia e nella testa.
Dei piccoli post-larvali sono stati scoperti in superficie al largo delle acque della Nuova Zelanda, e vi sono in progetto dei piani per catturarne alcuni e mantenerli in un acquario, allo scopo di scoprire molte più cose sulla vita di queste creature.

### Predatori
Il principale predatore degli adulti sono il capodoglio e lo squalo della Groenlandia. I giovanili sono preda anche di pesci ossei come Alepisaurus ferox e Aphonopus carbo.

## Tassonomia
La tassonomia del genere Architeuthis non è del tutto chiara. Al 2024 il principale database tassonomico sulla vita marina riporta una sola specie: A. dux. Le varie classificazioni vanno da un massimo di otto specie ad un minimo di una:
- Architeuthis dux, «calamaro gigante dell'Atlantico»
- Architeuthis hartingii
- Architeuthis japonica
- Architeuthis kirkii
- Architeuthis martensi, «calamaro gigante del Pacifico settentrionale»
- Architeuthis physeteris
- Architeuthis sanctipauli, «calamaro gigante meridionale»
- Architeuthis stockii

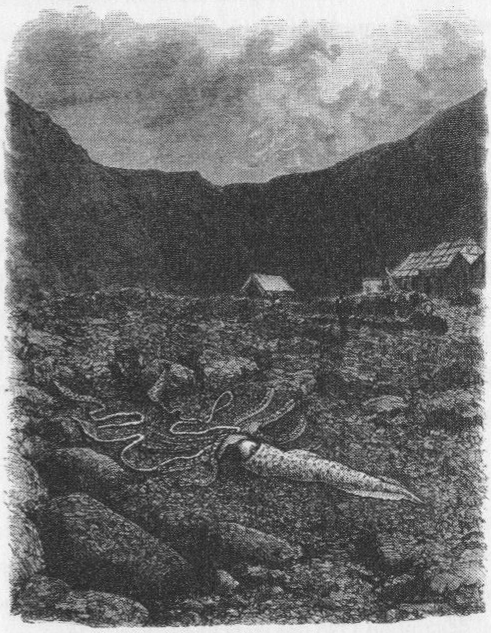
Architeuthis sanctipauli venne descritto nel 1877 a partire da un esemplare arenatosi tre anni prima sull'isola di Saint-Paul

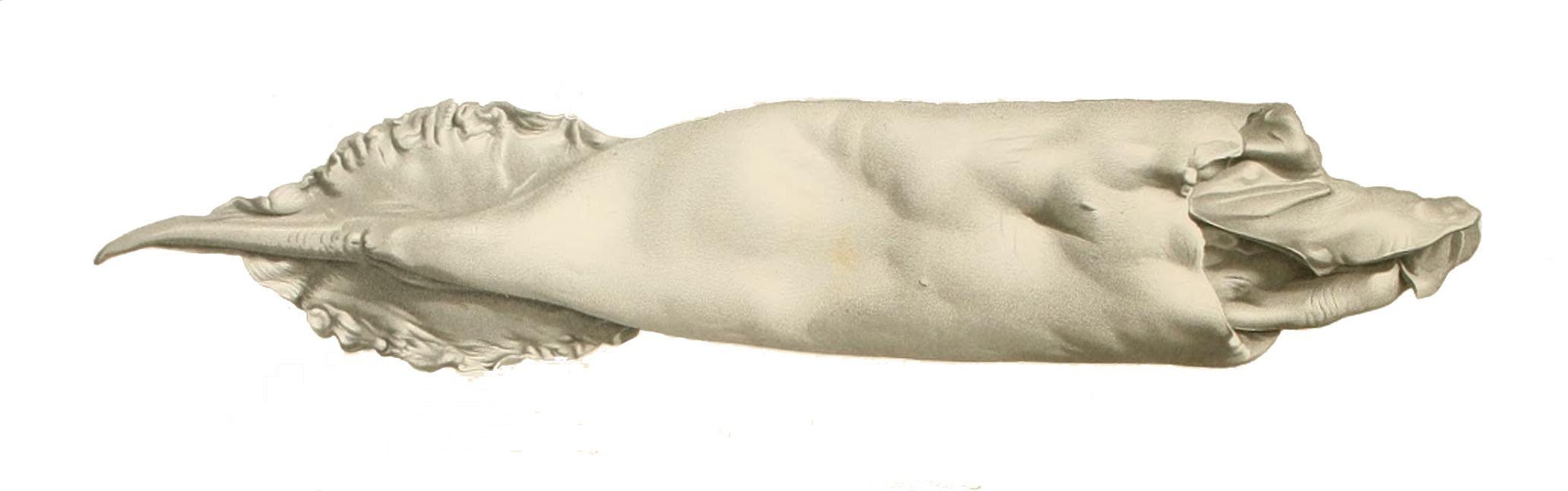
Frammento del mantello di Architeuthis physeteris una delle presunte specie del genus Architeuthis

Per distinguere le varie "specie" non è stata proposta nessuna base genetica o fisica, come evidenziano i nomi geografici - dei luoghi degli esemplari catturati - usati per descrivere alcune di esse.
Nel Catalogo FAO delle Specie di Cefalopodi del Mondo, C.F.E. Roper, M.J. Sweeney and C.F. Nauen scrissero:
«Molte specie sono state attribuite all'unico genere della famiglia Architeuthidae, ma sono descritte in modo così inadeguato e sono così poco conosciute che la sistematica del gruppo è totalmente confusa».
In Cephalopods: A World Guide (2000), Mark Norman scrisse:
«Il numero di specie di calamari giganti non è noto, sebbene il consenso generale tra i ricercatori sia che vi siano almeno tre specie, una nell'oceano Atlantico (Architeuthis dux), una nell'oceano meridionale (A. sanctipauli) e almeno una nell'oceano Pacifico settentrionale (A. martensi)».
Nel marzo 2013, i ricercatori dell'Università di Copenaghen hanno suggerito che, sulla base di ricerche sul DNA, esiste solo una specie:
«...ricercatori dell'Università di Copenaghen, guidati da un team internazionale, hanno scoperto che, indipendentemente dal luogo in cui si trovano, i favolosi animali sono così strettamente correlati a livello genetico da rappresentare un'unica popolazione globale, e quindi, nonostante le precedenti affermazioni del contrario, un'unica specie diffusa in tutto il mondo».

## Pesca
Sebbene sia una cattura moderatamente frequente in alcune tipologie di pesca di alto fondale con reti a strascico questa specie non ha mercato se non quello, molto limitato, per rifornire musei di storia naturale o istituzioni scientifiche. La carne di A. dux contiene ioni ammonio, accumulati per favorire il galleggiamento, e ha un pessimo sapore tanto da essere considerata non commestibile per l'uomo.

## Storia
I racconti di calamari giganti erano comuni tra i marinai fin dai tempi antichi e questi possono aver portato alla leggenda norvegese del kraken, un mostro marino tentacolato, grande quanto un'isola, capace di ingolfare ed affondare ogni nave. Japetus Steenstrup, il descrittore dell'Architeuthis, suggerì che un calamaro gigante fosse la specie descritta come monaco di mare dal re danese Cristiano III nel 1550 ca. Anche l'esistenza del Lusca dei Caraibi e di Scilla della mitologia greca può trarre origine dagli avvistamenti di calamari giganti. Si pensa che anche gli avvistamenti di altri mostri marini, come il serpente marino, possano essere stati interpretazioni erronee di incontri con calamari giganti.

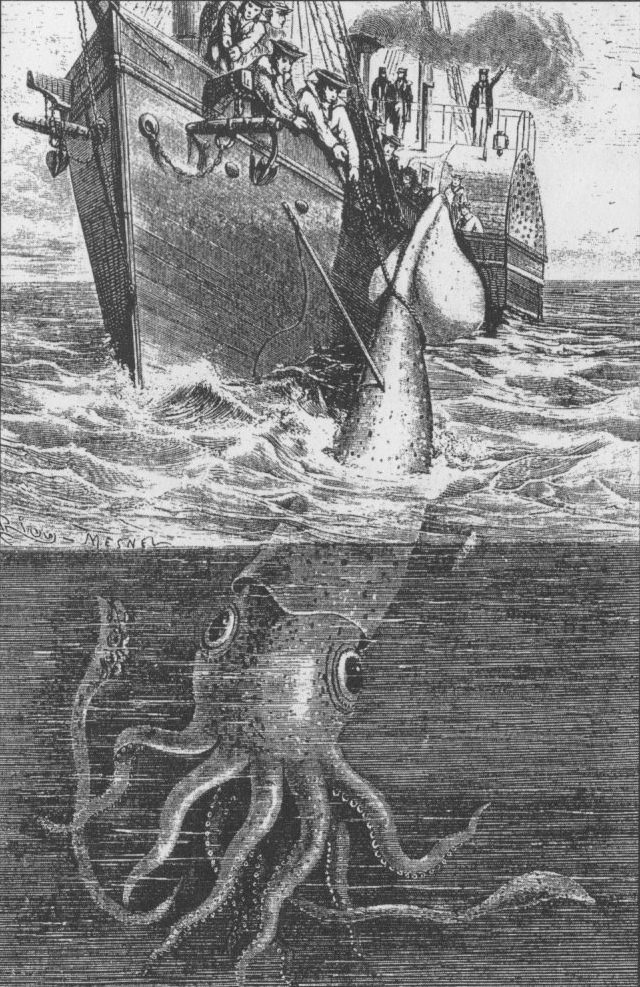
L'Alecton tenta di catturare un calamaro gigante nel 1861

Negli anni '50 del XIX secolo Steenstrup scrisse un gran numero di pagine sui calamari giganti. Utilizzò per primo il termine «Architeuthus» (questa è la grafia che utilizzò) in uno scritto del 1857. Un frammento di calamaro gigante venne raccolto dalla corvetta francese Alecton nel 1861 e, grazie a questo reperto, la comunità scientifica iniziò ad interessarsi a questo genere. Tra il 1870 ed il 1880 si arenarono molti calamari sulle coste di Terranova. Si ricorda l'esemplare spiaggiatosi nella baia di Thimble Tickle il 2 novembre 1878: si riportò che il mantello era lungo 6,1 metri, un tentacolo 10,7 e che questa creatura pesasse 2,2 tonnellate. Nel 1873 un calamaro «attaccò» un ministro religioso ed un ragazzo mentre erano su una barchetta nei pressi dell'isola di Bell, sempre a Terranova. Durante la fine del XIX secolo avvennero anche molti spiaggiamenti in Nuova Zelanda.

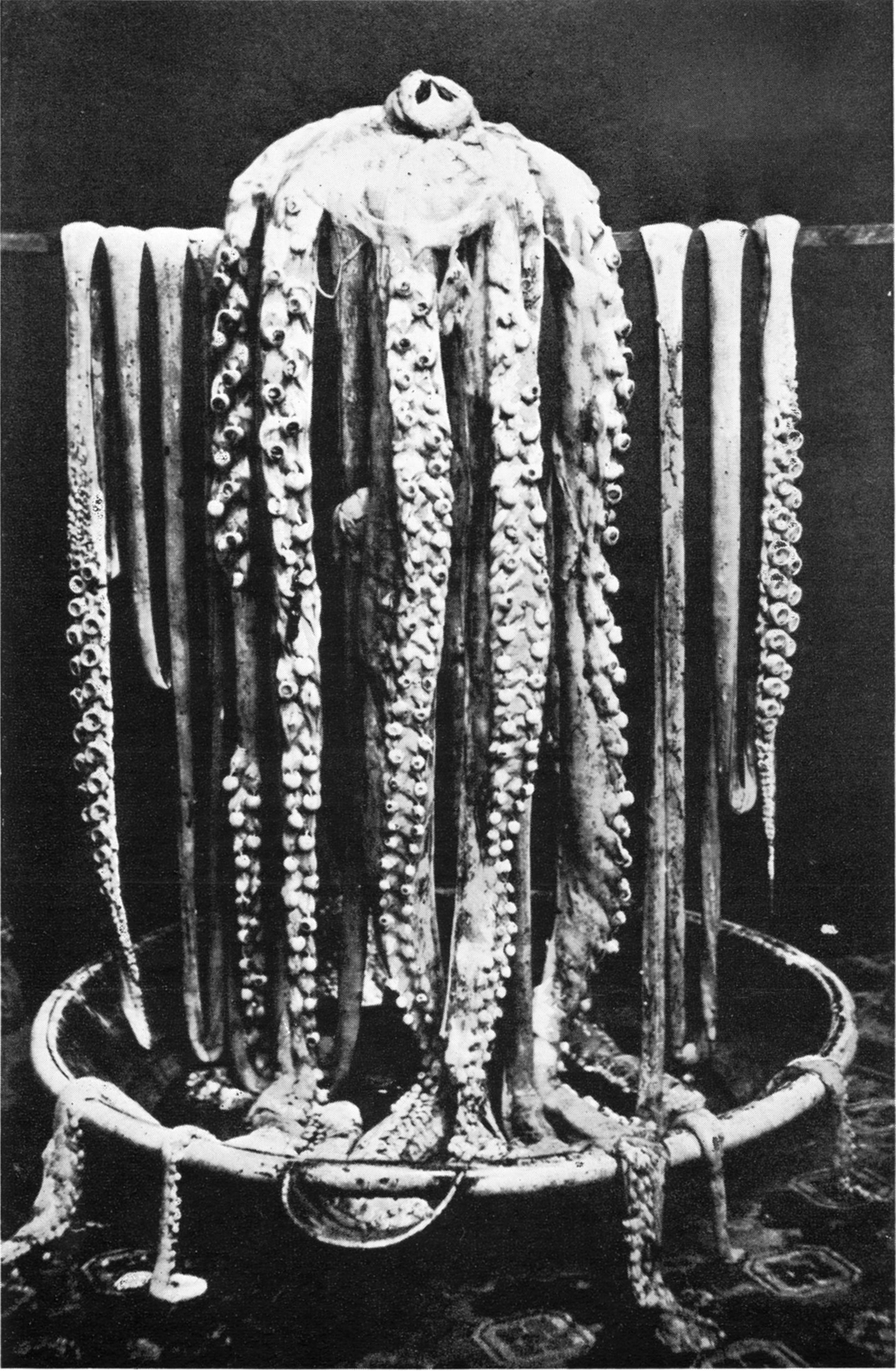
Il calamaro gigante trovato sulle coste della baia di Logy, a Terranova, nella vasca da bagno del reverendo Moses Harvey, novembre/dicembre 1873

Sebbene degli spiaggiamenti continuino ad avvenire sporadicamente in tutto il mondo, non sono mai più stati così frequenti quanto quelli che avvennero a Terranova ed in Nuova Zelanda nel XIX secolo. Non sappiamo il motivo per cui i calamari giganti cominciarono ad arenarsi sulle coste, ma forse la causa di tutto fu un'alterazione temporanea delle gelide acque profonde in cui vivevano. Molti scienziati che hanno studiato questi spiaggiamenti di massa ritengono che siano ciclici e prevedibili. La durata del tempo tra essi non è nota, ma lo specialista di Architeuthis Frederick Aldrich ha stimato che sia di 90 anni. Aldrich utilizzò questo valore per predire correttamente gli spiaggiamenti, poco numerosi, per la verità, che avvennero tra il 1964 ed il 1966.
La ricerca di un esemplare vivo di Architeuthis consiste anche nel trovare i suoi piccoli, comprese le sue larve, vivi. Le larve ricordano moltissimo quelle di Nototodarus e di Moroteuthis, ma si distinguono da esse per la forma dell'attaccatura della testa al mantello, dalle ventose sui tentacoli e dal becco. Nel 2001 vennero filmate per la prima volta delle larve vive di calamaro gigante. Questo filmato venne mostrato in A caccia dei giganti: sulle tracce del calamaro gigante, su Discovery Channel. Fino al 2004 sono stati registrati quasi 600 esemplari di calamaro gigante.
Le prime fotografie di un calamaro gigante vivo nel suo ambiente naturale vennero scattate il 30 settembre 2004 da Tsunemi Kubodera (del Museo Nazionale di Scienze del Giappone) e da Kyoichi Mori (dell'Associazione di Whale Watching delle Ogasawara). I loro team lavorarono insieme per quasi due anni prima di raggiungere il loro obiettivo, utilizzando un peschereccio da cinque tonnellate con un equipaggio di soli due uomini. Le immagini vennero scattate nel corso del loro terzo viaggio in una zona di caccia di capodogli a 970 chilometri a sud di Tokyo, dove immersero a 900 metri di profondità un cavo con un'esca composta da calamari e gamberetti. Al cavo era collegata anche una macchina fotografica munita di flash. Quel giorno, dopo più di 20 tentativi, un calamaro gigante di 8 metri attaccò l'amo e vi rimase intrappolato con un tentacolo. La macchina fotografica scattò più di 500 foto prima che il calamaro riuscisse a liberarsi quattro ore dopo. Il tentacolo del calamaro, lungo 5,5 metri, rimase attaccato all'amo. Le successive analisi del DNA dimostrarono che si trattava di un calamaro gigante.
Il 27 settembre 2005 Kubodera e Mori pubblicarono le loro fotografie. La sequenza di foto, scattata a 900 metri di profondità al largo delle isole giapponesi di Ogasawara, mostra il calamaro che si avvicina al cavo sommerso per poi attorcigliarcisi in «una palla di tentacoli». I ricercatori furono in grado di localizzare la presenza di questo calamaro seguendo da vicino gli spostamenti dei capodogli. Secondo Kubodera, «sapevamo che si nutrivano di calamari, e sapevamo quando e a quale profondità si immergevano, così utilizzammo questi animali per guidarci verso il calamaro». Kubodera e Mori riportarono le proprie osservazioni sulla rivista Proceedings of the Royal Society. Tra le altre cose, le osservazioni dimostrarono gli effettivi metodi di caccia degli Architeuthis adulti, un argomento su cui erano state fatte molte speculazioni. Le fotografie mostrano che il calamaro presenta un atteggiamento di caccia aggressivo, tanto che un suo tentacolo rimane impigliato nella palla di uncini dell'esca. Questo smentisce la teoria che il calamaro gigante sia uno sbandato che si nutre di qualunque cosa gli capiti a tiro, muovendosi raramente per risparmiare energia. Sembra, invece, che questa specie abbia una tecnica di caccia molto più attiva.

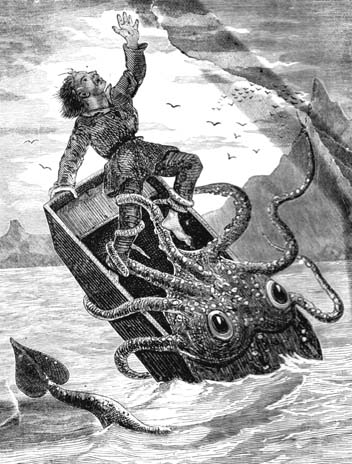
Ipotetica ricostruzione del presunto incontro di Erik Garner Warren con un calamaro gigante (circa nel 1707)

Nel dicembre 2005 l'acquario di Melbourne, in Australia, pagò 100 000 dollari australiani (circa 90 000 euro) per il corpo intatto di un calamaro gigante, conservato in un gigantesco blocco di ghiaccio, catturato da alcuni pescatori al largo dell'Isola del Sud della Nuova Zelanda nel corso dello stesso anno. Agli inizi del 2006 un altro calamaro gigante, chiamato in seguito «Archie», venne catturato al largo delle coste delle isole Falkland da un peschereccio a strascico. Era lungo 8,62 metri e venne inviato al Museo di storia naturale di Londra per essere studiato e conservato. Venne messo in mostra il 1º marzo 2006 al Centro Darwin. Il ritrovamento di un grosso esemplare completo è molto raro, dal momento che la maggior parte degli esemplari ritrovati si trova in pessime condizioni, poiché si tratta quasi sempre di animali arenatisi sulle spiagge già morti o dei resti ritrovati negli stomaci dei capodogli.
I ricercatori intrapresero un processo meticoloso per preservare il corpo. Venne trasportato in Inghilterra nel ghiaccio che si trovava a bordo del peschereccio; in seguito venne scongelato, operazione che durò quattro giorni. La difficoltà maggiore che venne incontrata fu che il sottile mantello impiegò più tempo dei tentacoli per scongelarsi. Per prevenire la decomposizione di questi ultimi, gli scienziati li ricoprirono con pezzi di ghiaccio ed immersero il mantello nell'acqua. In seguito iniettarono nel corpo una soluzione salina per impedire la putrefazione. La creatura si trova ora in mostra al Centro Darwin del Museo di storia naturale, dietro ad una spessa lastra di vetro lunga 9 metri.
Il 4 dicembre 2006 Kubodera riuscì finalmente a filmare un calamaro gigante adulto nei pressi delle isole Ogasawara, 1000 km a sud di Tokyo. Era una piccola femmina, lunga 3,5 m e del peso di 50 kg. Venne issata a bordo del battello di ricerca, ma morì nel corso dell'operazione. Nel 2007 un calamaro gigante attaccò un sottomarino di Greenpeace che stava svolgendo una ricerca oceanografica in un canyon sottomarino nel mare di Bering, reagendo con getti di inchiostro ai movimenti del sottomarino. L'attacco venne filmato e messo in rete nel 2014.

## Nella cultura di massa
La natura elusiva del calamaro gigante ed il suo aspetto terrificante hanno giocato un ruolo determinante nell'immaginazione umana, dalle antiche leggende del kraken, passando attraverso libri come Ventimila leghe sotto i mari, in cui l'equipaggio del sottomarino Nautilus si trova ad affrontare uno di questi temibili predatori degli abissi, fino ai moderni programmi di animazione televisiva.
In particolare, è molto comune l'immagine di un calamaro gigante in lotta con un capodoglio, sebbene il calamaro sia, in verità, una delle prede di questo cetaceo e non un suo combattente alla pari. Ad esempio, nel romanzo La favola della Trojka dei fratelli Strugatskij (1967), nel capitolo quinto, dedicato alle antiche leggende giapponesi sui cefalopodi, la piovra Spiridon (un calamaro gigante) narra della propria rivalità con il capodoglio:
(Arkadij e Boris Strugackij, La favola della Trojka, Ronzani, 2023, pp. 107-108)